# Sydaphera tasmanica
Sydaphera tasmanica là một loài ốc biển, là động vật thân mềm chân bụng sống ở biển trong họ Cancellariidae.